# Pietro Raschitelli
Pietro Raschitelli (Sesto San Giovanni, 7 maggio 1929 – Milano, 6 agosto 2018) è stato un fumettista italiano.

## Biografia
Dopo aver avuto una breve esperienza lavorativa in una acciaieria, si iscrive all'Accademia di belle arti di Brera per poter diventare pittore; qui conosce Giorgio De Gaspari e, terminati gli studi, inizia a collaborare con alcune agenzie pubblicitarie di Milano come quella di Franco Mosca; realizza in questo periodo illustrazioni per calendari e libri scolastici pubblicati dalla Garzanti e da Franco Raiteri Editore e, alla fine del decennio, esordì come autore di fumetti disegnando per alcune riviste edite dalla Éditions Lug di Lione le serie Jean et Janou, pubblicata sul periodico Pipo, e Tom le Hardi, pubblicata su Pim Pam Poum; la collaborazione con la casa editrice francese prosegue fino al 1959 quando conosce l'editore Bruno Lunini, che gli fa disegnare la serie western Sceriffo Colt edito dalla Casa Editrica Ardea e scritta Renzo Macchi; la serie ha però vita breve, chiudendo nel 1960 e passa a collaborare con la Editrice Universo disegnando alcuni episodi del western Rocky Rider e di Cruciverba Crunk e sedici Albi dell'Intrepido.
Nel 1964, riprende anche a lavorare per il mercato francese quando per le Éditions Aredit disegna Francis Coplan, una serie di genere spionistico scritta da Gaston Van den Panhuyse e Jean Libert. Nel 1965 viene contattato da Sergio Bonelli per affiancare Aurelio Galleppini nella realizzazione della serie western Tex per la quale realizzerà tre albi a striscia pubblicati nel 1966. Non riuscendo però a sopportare i ritmi forsennati e le pressioni per rispettare le consegne, decise di interrompere l'attività di fumettista per dedicarsi alla pittura e, insieme alla moglie, si trasferì a vivere in un paese sul lago d'Iseo dove si dedicò per tutta la vita alla sua attività artistica.